# 久保哲
久保 哲（くぼ さとし、1893年4月18日 - 1980年12月17日）は、日本の海軍軍人、工学者。最終階級は海軍技術中将。北海道札幌市（当時は札幌区）出身。

## 生涯
1918年、東京帝国大学工学部造兵学科卒業。同年7月海軍造兵中技士（翌年中尉に改称）として横須賀鎮守府に勤務し、10月に呉海軍工廠に異動。1920年海軍造兵大尉となり、呉海軍工廠造兵部部員となる。1923年1月造兵監督官としてアメリカ合衆国に出張し、翌年6月帰朝。1925年造兵少佐となり、1926年に佐世保海軍工廠造兵部部員、1929年に同工廠砲熕部部員となる。
1930年2月に艦政本部部員（第1部第1課）となり、同年12月に中佐に昇進。1935年に大佐となり、同年大和型戦艦の砲身・砲架・砲塔基本計画が開始されると、久保は主砲となる46cm（18インチ）砲の砲身部分と砲弾である九一式徹甲弾の設計を担当した。
1937年に横須賀海軍工廠造兵部部員兼砲兵学校教官、1941年艦政本部（第1部）出仕となり、同年造兵少将（1942年に技術少将に改称）に昇進。1942年に佐世保海軍工廠造兵部長、1943年1月に呉海軍工廠砲熕部長（8月に砲熕実験部長も兼任）。1945年5月に中将となり、8月に斎尾慶勝の後任として鈴鹿海軍工廠長に就任し、そのまま終戦を迎えた。軍事技術者としては、超大口径砲塔の装備・整備に貢献があった。